# Cimenterie de la Côte Ouest africaine
 (mars 2024).

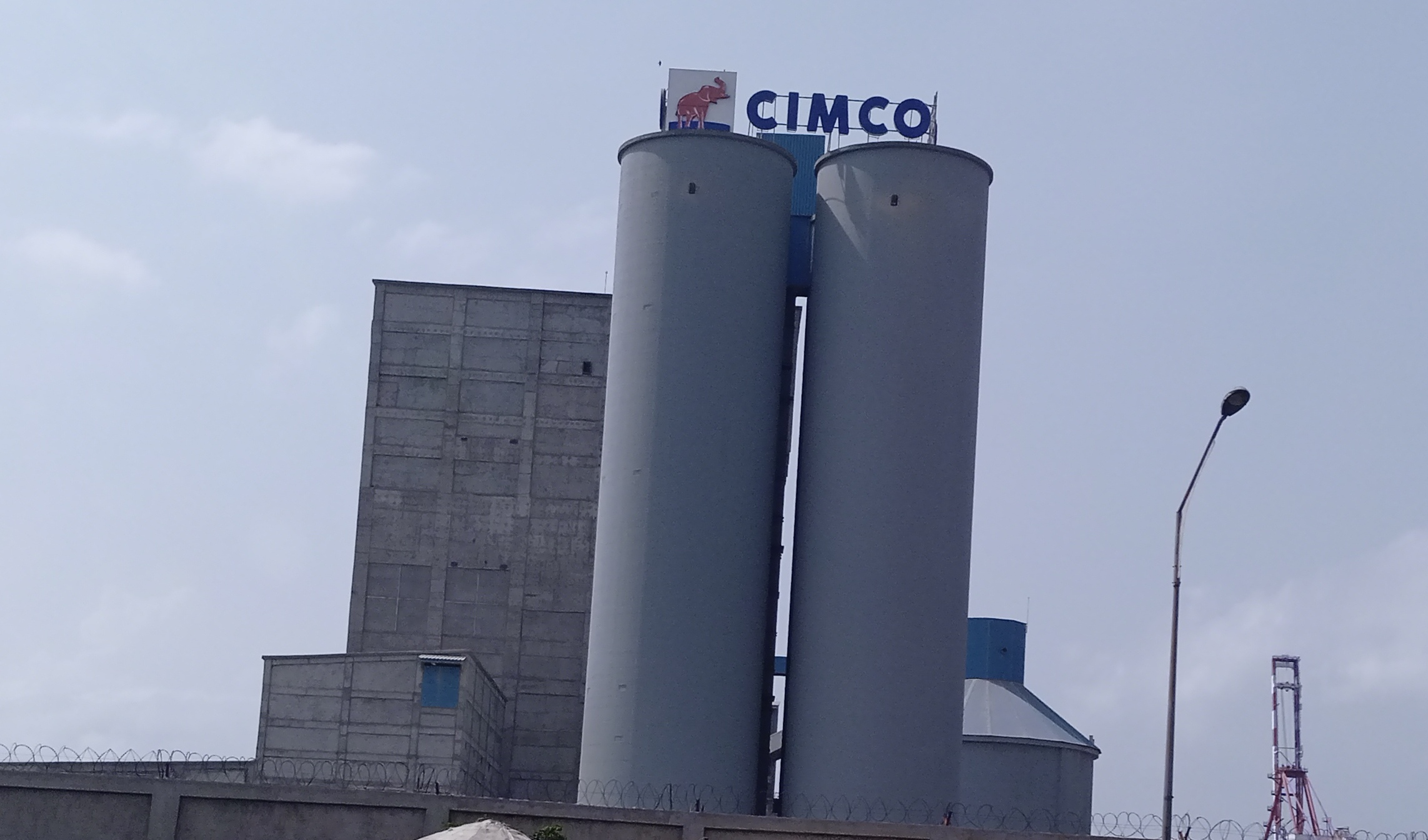
Cimenterie CimCo au Togo en mars 2024

Cimenterie de la côte ouest africaine en Sigle Cimco, est une filiale de Cim Metal Group qui reçoit[Quoi ?] CimCo, filiale togolaise du Groupe CimMetal (basé à Ouagadougou). La cimenterie reçoit en 2019 l'autorisation du gouvernement togolais pour opérer dans le pays et lance ses activités en 2022.

## Localisation
Cimco est installée dans la zone industrielle du port autonome de Lomé au Togo.

## Historique
Dotée d'un financement de 65 milliards de Fcfa, comprenant un prêt de 20 milliards de la BOAD, l'implantation de cette usine devrait créer environ 500 emplois directs et 1 000 emplois indirects.
Autorisée par le gouvernement togolais depuis 2019, l'usine est construite et commence son activité en 2022,.